# کاسکین نوک‌زرد
کاسکین نوک‌زرد (نام علمی: Amblycercus holosericeus) گونه‌ای از کاسکین از تیرهٔ سیاه‌پرگان (Icteridae) و وابسته به سردهٔ تک‌نماد Amblycercus است. پرسشیی وجود دارد که آیا این یک گونهٔ کاسکین واقعی است یا خیر.
در بلیز، بولیوی، کلمبیا، کاستاریکا، اکوادور، السالوادور، گواتمالا، هندوراس، مکزیک، نیکاراگوئه، پاناما، پرو و ونزوئلا یافت می‌شود.